# Чемпионат России по самбо 1998
Чемпионат России по самбо 1998 года среди мужчин прошёл в Калининграде 24—28 сентября. В соревнованиях приняли участие 158 спортсменов. Главным судьёй соревнований был Василий Перчик.

## Медалисты
| Весовая категория | Золото                      | Серебро                     | Бронза                                                          |
| ----------------- | --------------------------- | --------------------------- | --------------------------------------------------------------- |
| до 52 кг          | Схатбий Альхаов Майкоп      | Армен Биджосян Майкоп       | Джалиль Сайфутдинов Екатеринбург Константин Махнев Екатеринбург |
| до 57 кг          | Дмитрий Шишкин Тула         | Юрий Шурхай Владивосток     | Сергей Гордеев Заречный Сергей Задорин Курган                   |
| до 62 кг          | Максим Антипов Петрозаводск | Алексей Архипов Кстово      | Александр Ключко Армавир Адам Хушт Адыгея                       |
| до 68 кг          | Михаил Мартынов Москва      | Николай Ковях Тула          | Сергей Жарков Выкса Николай Хорзов Печора                       |
| до 74 кг          | Руслан Сазонов Москва       | Роман Болотский Москва      | Аслан Дауров Майкоп Пилял Байчоров Майкоп                       |
| до 82 кг          | Виталий Михеев Калининград  | Сергей Смирнов Москва       | Владимир Лисенков Торжок Игорь Куринной Москва                  |
| до 90 кг          | Сергей Лоповок Кстово       | Владимир Кротов Владивосток | Сергей Меньшиков Барнаул Сергей Сурков Кстово                   |
| до 100 кг         | Сурен Балачинский Москва    | Сергей Алеханов Казань      | Фёдор Емельяненко Старый Оскол Мурат Озов Майкоп                |
| свыше 100 кг      | Мурат Хасанов Майкоп        | Михаил Казанцев Курган      | Давид Багаури Владимир Михаил Коробейников Москва               |